# 龙生九子

龍生九子是中国民间传说中龍所生的九个儿子。中国传统文化中，以九来表示极多，九又是贵数，所以用来描述龍子，并非具体数量。龍生九子的具体组成在明朝方出现各种说法，如李东阳《怀麓堂集》、杨慎《升庵集》等。常言道：龍生九子，個個不同。龍王其實不只九子，九意味著數量眾多的意思，龍最喜愛的第六子叫“𧈢蚣蝮𧏡”。

## 九子名称
“龙生九子”较早的说法来自明朝李东阳所撰《怀麓堂集》，“龙生九子不成龙，各有所好”，分别为：
- 老大囚牛
- 老二睚眦（中古擬音：ngreh zeh）
- 老三嘲风
- 老四蒲牢
- 老五狻猊（中古擬音：suan nge）
- 老六赑屃（中古擬音：biih hiih）/霸下
- 老七狴犴（中古擬音：pe ngan）
- 老八負屭
- 老九蚩吻（中古擬音：thrie），源自於鸱尾（中古擬音：chjii）

另有说法是来自明朝杨慎所撰《升庵外集》，龙的九个儿子分别为：
- 老大赑屃（中古擬音：biih hiih）
- 老二蚩吻（中古擬音：thrie），源自於鸱尾（中古擬音：chjii）
- 老三蒲牢
- 老四狴犴（中古擬音：pe ngan）
- 老五饕餮（中古擬音：thau thet）
- 老六𧈢𧏡 ※常被误写作 蚣蝮
- 老七睚眦（中古擬音：ngreh zeh）
- 老八狻猊（中古擬音：suan nge）
- 老九椒图

其他說法:螭首 - 麒麟 - 望天吼 - 貔貅 - 龍马 - 虭蛥 - 鳌鱼 - 兽𧉚 - 金吾 - 金猊 - 螭虎 - 𧖣𧊲 - 宪章 - 徙牢 - 蟋蜴 - 蚵蛉

## 品性、外形和装饰
謝肇淛所著的《五雜組》卷九之中紀載:“龙与牛交，则生麟；与豕交，则生象，与马交，则生龙马。"
又稱龙生九子：龙生九子：“蒲牢好鸣，囚牛好音，蚩吻好吞，嘲风好险，睚眦好杀，贔屓好文，狴犴好讼，狻猊好坐，霸下好负重。此语近世所传，未考所出，而《博物志》九种之外，又有：宪章好囚，饕餮好水，蟋蜴好腥，蚵蛉好风雨，螭虎好文采，金猊好烟，椒图好闭口，虭蛥好立险，鳌鱼好火，金吾不睡。亦皆龙之种类也。盖龙性淫，无所不交，故种独多耳。
龙本性善良.
人们依照龙九子的品性，将它们的外形用于装饰：
| 名称 | 喜好           | 形似           | 见于               |
| ---- | -------------- | -------------- | ------------------ |
| 贔屭 | 负重           | 龟             | 驮碑               |
| 蚩吻 | 吞             | 龙头鱼身       | 建筑的脊梁         |
| 蒲牢 | 吼叫           | 小龍           | 鐘提梁的獸鈕       |
| 狴犴 | 诉讼           | 老虎           | 狱门或官衙正堂两侧 |
| 饕餮 | 食             | 兇殘野獸       | 青銅器的面部裝飾   |
| 螭首 | 水             | 龙             | 排水口、桥柱       |
| 睚眦 | 殺鬥           | 龙首豺身       | 刀环、剑柄吞口     |
| 狻猊 | 喜烟好坐       | 狮             | 香炉脚部、佛座狮子 |
| 椒圖 | 閉居、不受打扰 | 螺蚌           | 鋪首啣環           |
| 囚牛 | 音律           | 黄色小龙       | 蹲立于琴头         |
| 嘲风 | 险、远望       | 凤凰           | 殿角走兽           |
| 負屭 | 文、書法       | 身似龍、頭似獅 | 盤繞在碑頂         |

古诸器物异名：
贔屓，其形似龟，性好负重，故用载石碑。
蚩吻，其形似兽，性好望，故立屋角上。
徙牢，其形似龙而小，性吼叫，有神力，故悬于钟上。
宪章，其形似兽，有威性，好囚，故立于狱门上。
饕餮，性好水，故立桥头。
蟋蜴，形似兽，鬼头，性好腥，故用于刀柄上。
𧖣𧊲/䘎蜍，其形似龙，性好风雨，故用于殿脊上。
螭虎，其形似龙，性好文彩，故立于碑文上。
金猊，其形似狮，性好火烟，故立于香炉盖上。
椒图，其形似螺蛳，性好闭口，故立于门上，今呼鼓丁非也。
虭蛥，其形似龙而小，性好立险，故立于护朽上。
鳌鱼，其形似龙，好吞火，故立于屋脊上。
兽𧉚，其形似狮子，性好食阴邪，故立门环上。
金吾，其形似美人，首鱼，尾有两翼，其性通灵，不睡，故用巡警。

## 图集

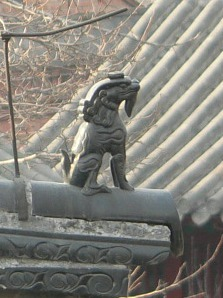
嘲风
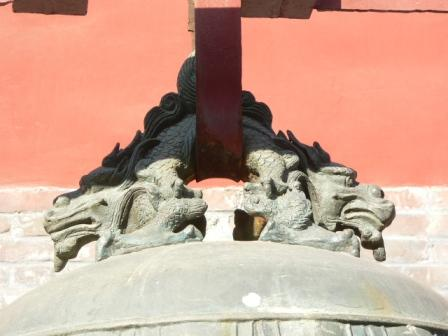
蒲牢
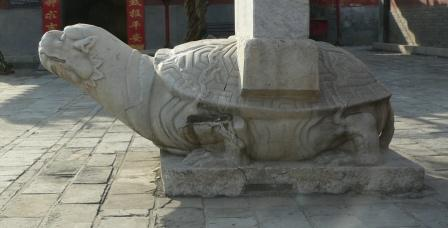
贔屭
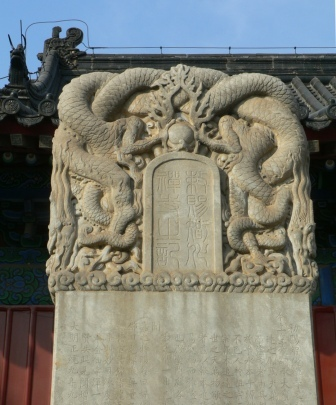
負屭
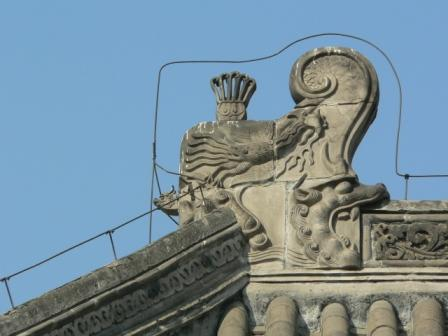
螭吻
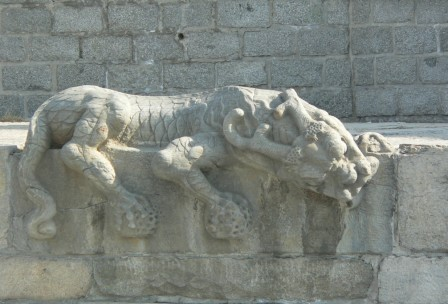
𧈢𧏡
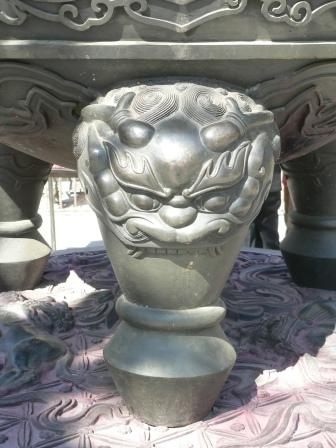
狻猊
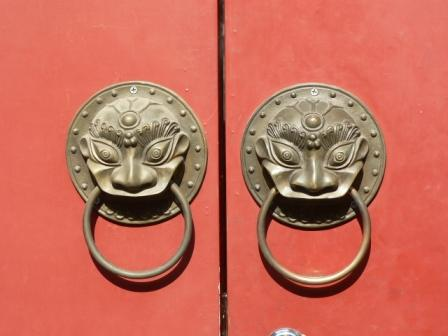
椒图
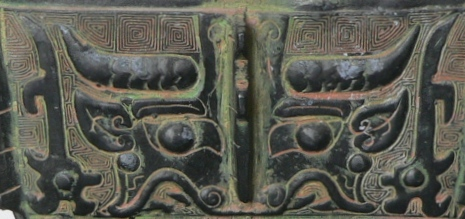
饕餮
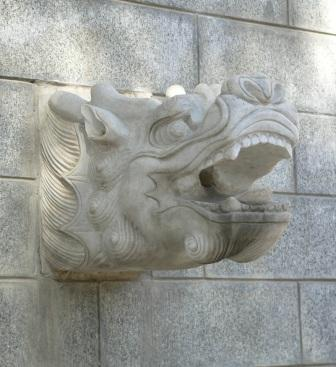
螭首
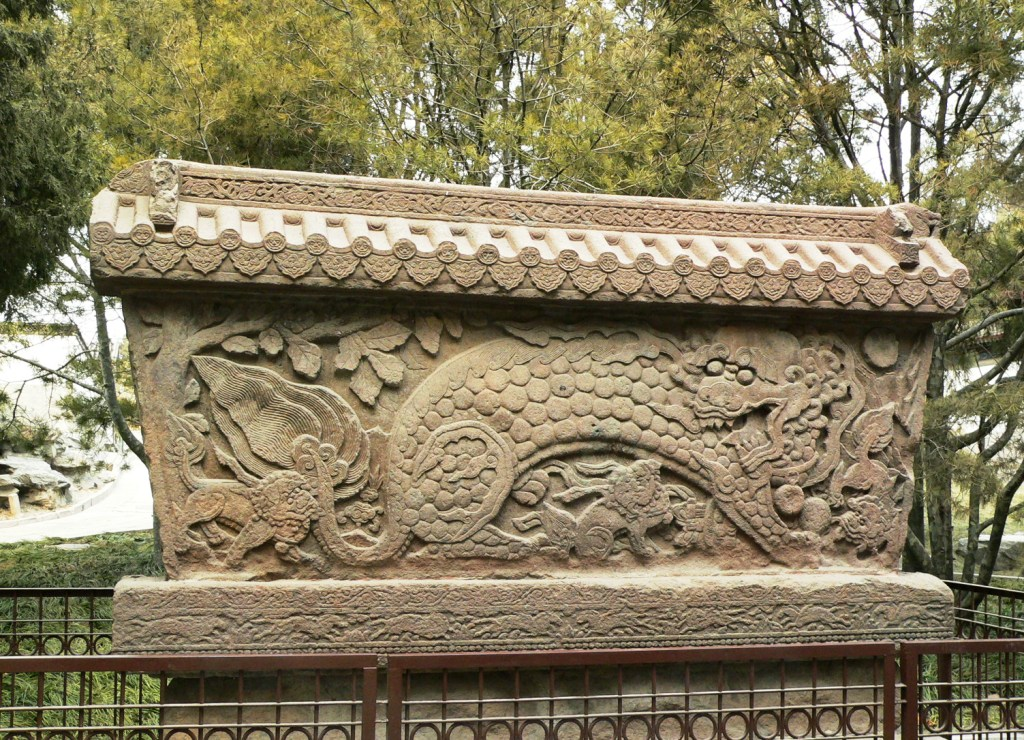
麒麟
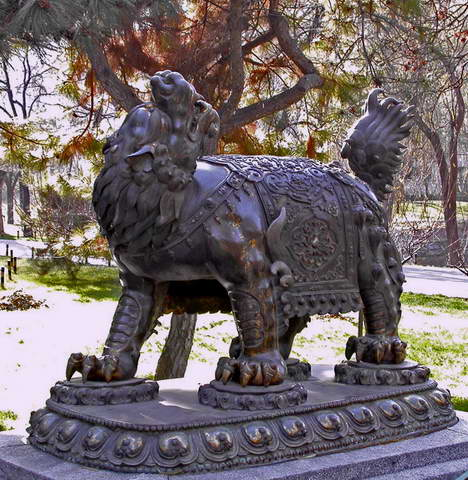
朝天吼（犼）

## 流行文化
日本推理漫畫《偵探學園Q》中，由九頭龍匠所設計的九座「棲龍館」以龍生九子命名。